# جانلوکا روکی
جانلوکا روکی داور فوتبال اهل ایتالیا است. وی از سال ۲۰۰۴ در سری آ و از سال ۲۰۰۸ در فیفا داوری می‌کند.
او یکی از داوران جام جهانی فوتبال ۲۰۱۸ بود. او دو بار به عنوان داور سال سری آ انتخاب شده‌است.